# Centre d'études sociologiques et politiques Raymond Aron
Le Centre d'études sociologiques et politiques Raymond Aron (CESPRA) est un centre d'études de l'École des hautes études en sciences sociales de Paris (UMR 8036). Il accueille des étudiants aux niveaux master et doctorat.
Le Centre est actuellement dirigé par Vincent Duclert et Stéphane Audoin-Rouzeau.

## Histoire
En 1977, François Furet, devenu président de l'EHESS, crée un groupe informel de réflexion politique. À partir de ce petit groupe, il fonde en 1984 l'Institut Raymond Aron, ayant pour projet d'abriter des recherches en philosophie politique et d'être le dépositaire des archives Raymond Aron. En 1992, le rapprochement entre l'Institut et le Centre d'études transdisciplinaires Sociologie, Anthropologie, Politique (CETSAP) alors animé par Claude Lefort et Pierre Rosanvallon aboutit à la création du Centre de recherches politiques Raymond Aron (CRPRA).
Le CRPRA est alors composé de chercheurs venant de la tradition libérale (Pierre Manent), de la « deuxième gauche » (Marcel Gauchet, Pierre Rosanvallon), de la tradition antitotalitaire (Claude Lefort) et de la réflexion sur les origines du régime représentatif (Bernard Manin), qui se donnent pour mission de refonder les études politiques en France, où a longtemps dominé la théorie marxiste. Ainsi, à ses débuts, la réflexion porte sur les philosophes politiques modernes et sur la redécouverte de la pensée libérale française des XVIIIe siècle et XIXe siècle, peu à peu tombée dans l'oubli (Nicolas de Condorcet, Benjamin Constant, François Guizot, Alexis de Tocqueville).
Pierre Rosanvallon, ancien directeur du CRPRA, aujourd'hui professeur au Collège de France, indique en 2001 : « Il y a, à l’intérieur du Centre Aron, beaucoup plus de différences que dans beaucoup d’endroits. Mais nous avions en commun deux choses : un ethos de la discussion et la réhabilitation des classiques ».
Le centre a successivement été dirigé par Pierre Rosanvallon (1992-2005), Patrice Gueniffey (2006-2008), et enfin par Olivier Remaud en 2009.
Le 1er janvier 2010, à la suite de la fusion du Centre d'études sociologiques du travail et des arts (CESTA) et du CRPRA, le laboratoire est devenu le Centre d'études sociologiques et politiques Raymond Aron (CESPRA). Le CESPRA a d'abord été dirigé par Philippe Urfalino (2010-2013), puis par Olivier Remaud (2013-2017). Vincent Duclert et Stéphane Audoin-Rouzeau en sont aujourd'hui les directeurs (2017-).

## Membres statutaires actuels
Liste des membres statutaires actuels :
- Agnès Antoine, professeur agrégée, EHESS
- Yohann Aucante, maître de conférences, EHESS
- Stéphane Audoin-Rouzeau, directeur d'études, EHESS
- Gilles Bataillon, directeur d'études, EHESS
- Frédéric Brahami, directeur d'études, EHESS
- Julien Blanc, professeur agrégé, EHESS
- Olivier Cayla, directeur d'études, EHESS
- Yves Chevrier, directeur d'études, EHESS
- Vincent Descombes, directeur d’études, EHESS (retraité)
- Parand Danesh, doctorante contractuelle, EHESS
- Vincent Duclert, inspecteur général de l'Education nationale
- Hélène Dumas, chargée de recherche, CNRS
- Élisabeth Dutartre-Michaut, ingénieure de recherche, EHESS
- Ivan Emarkoff, directeur d'études, EHESS
- Jean-Louis Fabiani, directeur d'études, EHESS (retraité)
- Patricia Falguières, professeur agrégée, EHESS
- Léo Florent, doctorant contractuel, EHESS
- Luc Foisneau, directeur de recherche, CNRS
- Marcel Gauchet, directeur d’études, EHESS (retraité)
- Nilüfer Göle, directrice d'études, EHESS
- Patrice Gueniffey, directeur d’études, EHESS
- Nebiha Guiga, doctorante contractuelle, EHESS
- Ran Halévi, directeur de recherche, CNRS (retraité)
- Wassim Hassaneen, doctorant contractuel, EHESS
- Christian Ingrao, directeur de recherche, CNRS
- Catherine Maire, chargée de recherche, CNRS
- Pierre Manent, directeur d’études, EHESS (retraité)
- Bernard Manin, directeur d'études, EHESS (retraité)
- Colin Marchika, ingénieur d'études, EHESS
- Victor Mardellat, doctorant contractuel, EHESS
- Nadia Marzouki, chargée de recherche, CNRS
- Pierre-Michel Menger, directeur d'études, EHESS ; Professeur, Collège de France
- Mona Ozouf, directrice de recherche, CNRS (retraitée)
- Pasquale Pasquino, directeur de recherche, CNRS
- Christophe Prochasson, directeur d'études EHESS
- Olivier Remaud, directeur d'études, EHESS
- Ionela Roharik, ingénieure d'études, CNRS
- Emmanuel Saint-Fuscien, maître de conférences, EHESS
- Dominique Schnapper, directrice d'études, EHESS (retraitée)
- Anne Simonin, directrice de recherche, CNRS
- Philippe Urfalino, directeur d'études, EHESS ; directeur de recherche, CNRS
- Niccolo Valmori, post-doctorant, EHESS
- Sophie Vigneron, ingénieure d'études EHESS

## Anciens membres
- Claude Lefort (1924-2010)[4]
- Monique Canto-Sperber
- Philippe Raynaud

## Bibliothèque
Le CESPRA abrite une bibliothèque spécialisée en histoire, philosophie et sociologie politiques (3200 volumes) constituée à partir du don de la bibliothèque personnelle de l'historien de la Révolution française, François Furet, ainsi qu'un fonds documentaire consacré à Raymond Aron.